# John Thirtle
John Thirtle (bautiz. en Norwich, 22 de junio de 1777-Norwich, 30 de septiembre de 1839) fue un creador de marcos y acuarelista inglés. Vivió en Norwich la mayor parte de su vida y fue un miembro destacado de la Escuela de Norwich. 
Gran parte de la vida de Thirtle no está documentada. Después de trabajar como aprendiz de un fabricante de marcos de Londres, regresó a Norwich para establecer su propio negocio de fabricación de marcos. Durante su carrera también trabajó como maestro de dibujo, vendedor de estampas y fabricante de espejos. Produjo marcos para pinturas de varios miembros de la Escuela de Norwich, entre ellos John Crome y John Sell Cotman. A lo largo de su vida laboral continuó pintando. En 1812 se casó con Elizabeth Miles, la hermana de Ann, la esposa de Cotman. Thirtle sufrió de tuberculosis durante las dos últimas décadas de su vida, y el empeoramiento de su salud redujo su producción artística hasta su muerte en 1839. Su Manuscript Treatise on Watercolour, inédito antes de 1977, fue probablemente para su propio uso, y exhibió menos de 100 cuadros. Miembro de la Sociedad de Artistas de Norwich, se desempeñó brevemente como vicepresidente, pero en 1816 fue uno de los artistas que se separó de la Sociedad para formar una asociación separada, la Sociedad de Artistas de Norfolk y Norwich, que se disolvió después de tres años. 
La mayoría de las acuarelas de Thirtle son de Norwich y su zona rural aledaña, muchas de las cuales son escenas junto al río. Su estilo, influenciado por Thomas Girtin, Crome y, en menor medida, Cotman, fue técnicamente logrado. Sus paisajes anteriores fueron pintados con una gama restringida de tonos beige, azules y grises pardos, pero más tarde desarrolló una brillantez de color, produciendo obras que incluían formas de bloques angulares. La calidad de varias de sus acuarelas se ha deteriorado debido a la decoloración del pigmento índigo que solía usar.

## Biografía

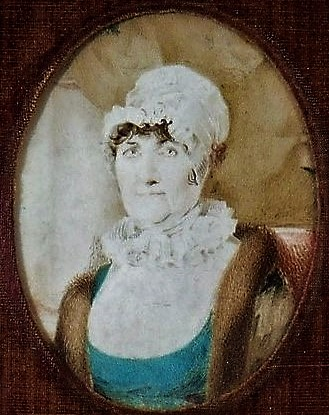
Miniatura del retrato hecho por Thirtle de su madre Susannah (sin fecha).

### Familia, infancia y educación
No hay documentación de una gran parte de los detalles biográficos sobre John Thirtle, y se sabe poco de su vida. Nació posiblemente en una casa cercana a la Iglesia de San Salvador, Norwich, y fue bautizado en esa iglesia el 22 de junio de 1777. Una hermana, Rachel, fue bautizada el 13 de agosto de 1780 y un hermano menor llamado James fue bautizado en 1785. Sus padres fueron John Thirtle y Susanna Lincoln, miembros muy conocidos de la comunidad local. Su padre, quién trabajaba en Elephant Yard en Magdalen Street como zapatero y supervisor de los pobres, también era un celador de la mencionada iglesia de San Salvador. Se conocen pocos detalles de la niñez o educación de Thirtle.
En 1790 John, de 13 años, fue aprendiz de Benjamin Jagger de Norwich, el principal tallador, dorador, comerciante de imágenes y grabador de la ciudad. Hacia 1799 Thirtle se mudó a Londres para servir como aprendiz. para hacer marcos de fotos, posiblemente con el Sr. Allwood. Durante este período de aprendizaje estudió las fotografías de John Sell Cotman en la imprenta de Rudolph Ackermann en la calle The Strand 96.

### Regreso a Norwich y posterior carrera
Tras completar con éxito su etapa de aprendizaje en 1805, Thirtle regresó a Norwich donde exhibió cinco pinturas en una exposición de la Sociedad de Artistas de Norwich, y se dispuso a fabricar marcos de cuadros y grabados en una tienda de Magdalen Street. Durante lo que parece que fue una vida principalmente tranquila, rara vez volvió a salir de su ciudad natal. En 1806 cuando ya se había establecido como enmarcador y dorador en Norwich fue descrito en el catálogo de la Sociedad como un «Pintor de Miniaturas y Maestro de Dibujo». Sus actividades comerciales, y en particular la producción de sus marcos decorativos para cuadros, lo llevaron a convertirse en uno de los miembros más exitosos financieramente de la Escuela de pintores de Norwich, a pesar de la fuerte competencia de Jeremiah y William Freeman, quienes dominaban el mercado de marcos de Norwich durante este período.
Thirtle enmarcó pinturas de miembros de la Escuela de Norwich, incluidas las de Cotman, John Crome, Thomas Lound, James Sillett y Joseph Stannard. Cuando éste enmarcó la pintura al óleo de George Vincent Trowse Meadows, cerca de Norwich (exhibida por primera vez en 1828), hizo una versión en acuarela. Su etiqueta comercial adoptó varias formas, desde los primeros «Thirtle, Miniature Painter, & Drawing Master» hasta el elaborado «Carver, Gilder, Picture Frame and Looking Glass Manufacturer, Wholesale and Retail», utilizado en la década de 1830.
Las pinturas que todavía están en los marcos de Thirtle pueden datarse antes de 1839, el año en que murió. William Boswell, quien se hizo cargo del negocio ese año, inicialmente incluyó «Late Thirtle» entre paréntesis en sus etiquetas. En 1922, W. Boswell & Son reconocieron en una de sus publicaciones que «Thirtle era un conocido fabricante de marcos, y el fabricante del ahora famoso marco barrido, que nunca ha sido igualado, también fue y sigue siendo un artista de no poca reputación».

### Carrera artística

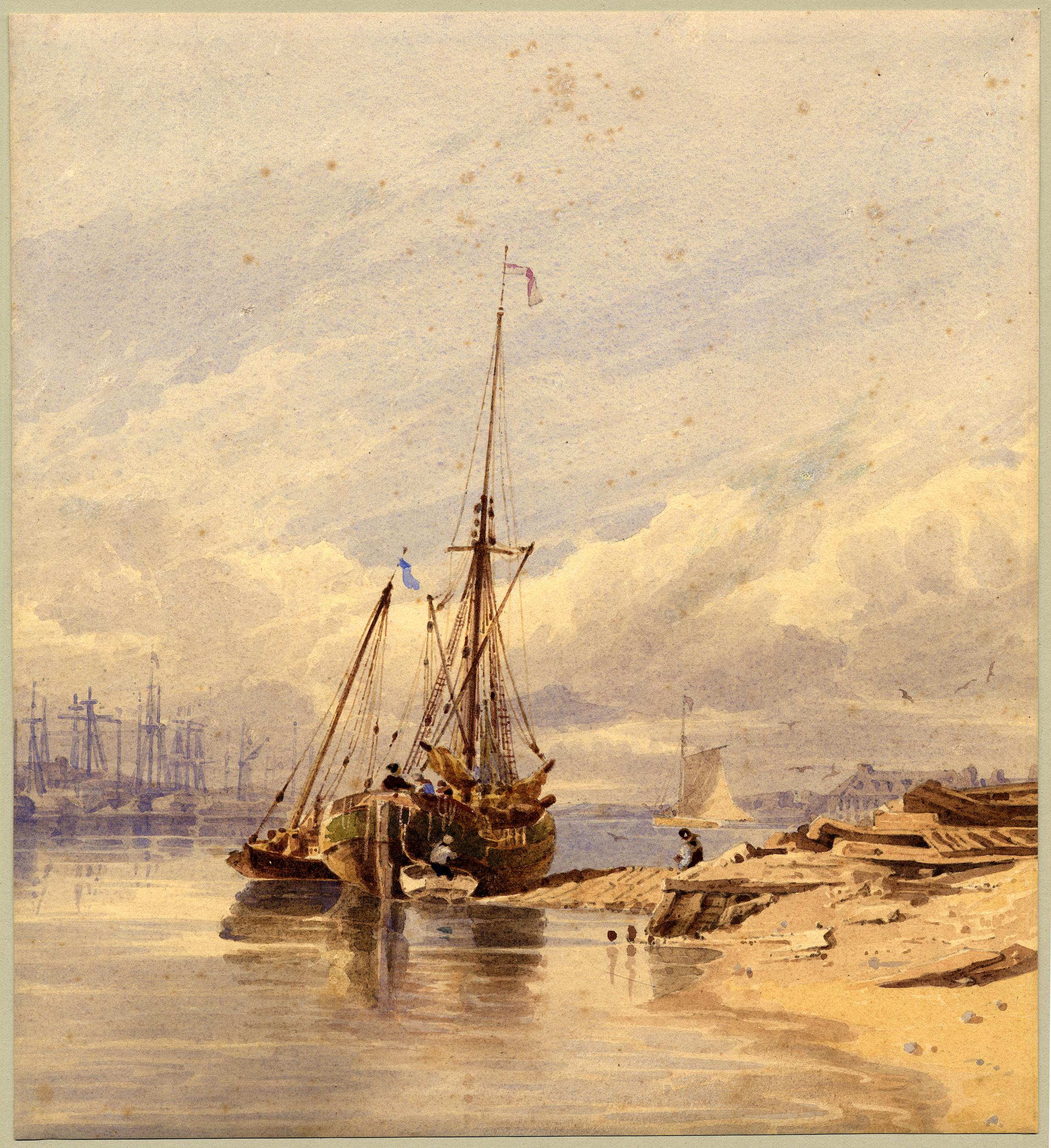
The River Yare at Gorleston, with shipping (sin fecha), British Museum.

La historiadora del arte Marjorie Allthorpe-Guyton dividió el desarrollo de Thirtle como artista en cuatro períodos. Durante el primer período, c. 1803-1808, produjo pocas obras y su estilo fluctuaba; el período siguiente, de 1808 a 1813, está marcado por la fuerte influencia de Cotman. Durante su tercer período, de 1813 a 1819, cuando su estilo de artículo volvió a ser más convencional y menos realista, produjo plenairismo y el historiador del arte Andrew Hemingway lo describió como «bocetos maravillosamente espontáneos y seguros». Después de 1819 realizó pocas obras.
La primera obra conocida de Thirtle es su paisaje El molino de viento (1800), un tema inusual para él, ya que exhibió por primera vez obras que no eran de esa temática, sino retratos y pinturas de otros temas. En 1806 había comenzado a aumentar su producción de paisajes y a destacarse como un maestro del género de la acuarela. En 1803 Crome y Robert Ladbrooke formaron la Sociedad de Artistas de Norwich, que incluía a Vincent, Charles Hodgson, Daniel Coppin, James Stark y Robert Dixon. Su primera exposición, en 1805, marcó el inicio de la Escuela de pintores de Norwich, el primer movimiento artístico británico creado fuera de Londres. Thirtle exhibió cinco pinturas como uno de los cinco artistas destacados.
Thirtle fue una figura importante dentro de la Escuela de pintores de Norwich. Probablemente fue miembro fundador de la Sociedad de Artistas de Norwich, pero su membresía en la sociedad solo se registró por primera vez tres años después de su fundación. Expuso durante los primeros años de la sociedad mostrando solo miniaturas. Después de convertirse en un paisajista, representando escenas de tormentas eléctricas y los ríos Yare y Wensum, la naturaleza de sus obras expuestas cambió. Crome, Cotman y Thirtle fueron fuentes de inspiración para los artistas de la Norwich School. Thirtle se desempeñó como vicepresidente de la sociedad de 1806 a 1812. Su producción de obras expuestas disminuyó de un máximo de diecisiete (producidas en 1806) hasta que exhibió solo seis obras en 1817, y ninguna el año siguiente, lo que hace un total de noventa y siete. Expuso sólo una vez fuera de Norwich, en la Royal Academy de Londres en 1808. Sus responsabilidades comerciales le impidieron trabajar como artista a tiempo completo y abandonó la pintura durante su última enfermedad.

## Matrimonio

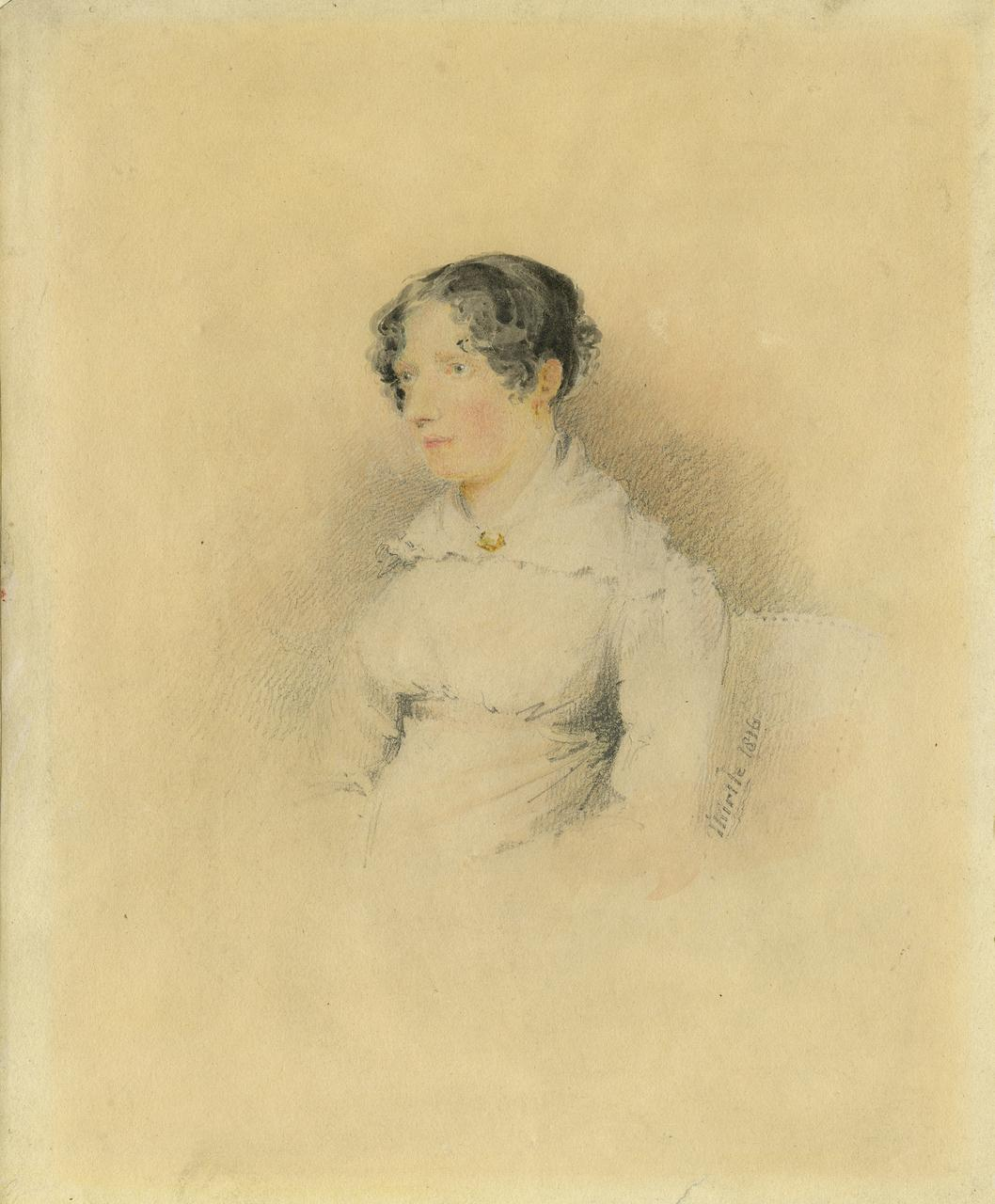
Portrait of the Artist's wife, Elizabeth Miles (1816) Norfolk Museums Collections.

El 26 de octubre de 1812 Thirtle se casó con Elizabeth Miles de Felbrigg, miembro de una pequeña familia terrateniente en el norte de Norfolk, su hermana Ann se había casado con Cotman tres años antes. Thirtle y Elizabeth se casaron en St Saviour's, la iglesia en Norwich donde había sido bautizado 35 años antes. El matrimonio produjo una estrecha asociación con Cotman, quien influyó en el estilo artístico de Thirtle. Los dos artistas probablemente trabajaron juntos cuando Cotman estaba produciendo dibujos del interior de la catedral de Norwich alrededor de 1808, ya que han sobrevivido dibujos similares de Thirtle de esta época. Las dos hermanas Miles eran pintoras aficionadas, habiendo mostrado su trabajo en la exposición de la Sociedad de Artistas de Norwich de 1811. El matrimonio probablemente no tuvo hijos.

## Secesión de la Sociedad de Artistas de Norwich
En 1814 Thirtle fue elegido presidente de la Sociedad de Artistas de Norwich, pero fue uno de los tres artistas principales que se separaron de la Sociedad en 1816 para crear la Sociedad de Artistas de Norfolk y Norwich. La secesión fue causada por un desacuerdo sobre cómo se debían utilizar los beneficios de las exposiciones. Esto llevó a que Ladbrooke, Sillett, Joseph Clover, Stannard y Thirtle alquilaran parte de la Shakespeare Tavern en Theatre Plain y celebraran su propia exposición, La Duodécima Exposición de la Sociedad de Artistas de Norfolk y Norwich, para rivalizar con la exposición original de la Sociedad en la corte de Sir Benjamin's Wrench.
La prensa local informó sobre el declive de la producción de Thirtle a partir de 1806, cuya decepción se expresó en 1811: «Lamentamos enormemente que el Sr. Thirtle, que compuso el triunvirato secesionista, no debería haber encontrado tiempo para un solo dibujo. Su ocupación es doblemente lamentable, porque se encuentra en lo más alto y solo en el particular y hermoso departamento de las acuarelas en el que ha demostrado tanta excelencia decidida». Aunque Thirtle continuó pintando, no exhibió nada desde 1818 hasta 1828.
En algún momento, mientras Cotman contribuía con dibujos para las Excursiones en el condado de Norfolk (1818), Thirtle fue a Great Yarmouth para ayudar a su cuñado, pero ninguno de sus dibujos apareció en la obra publicada y probablemente ayudó a Cotman. liberándolo de sus actividades docentes.

## Últimos años

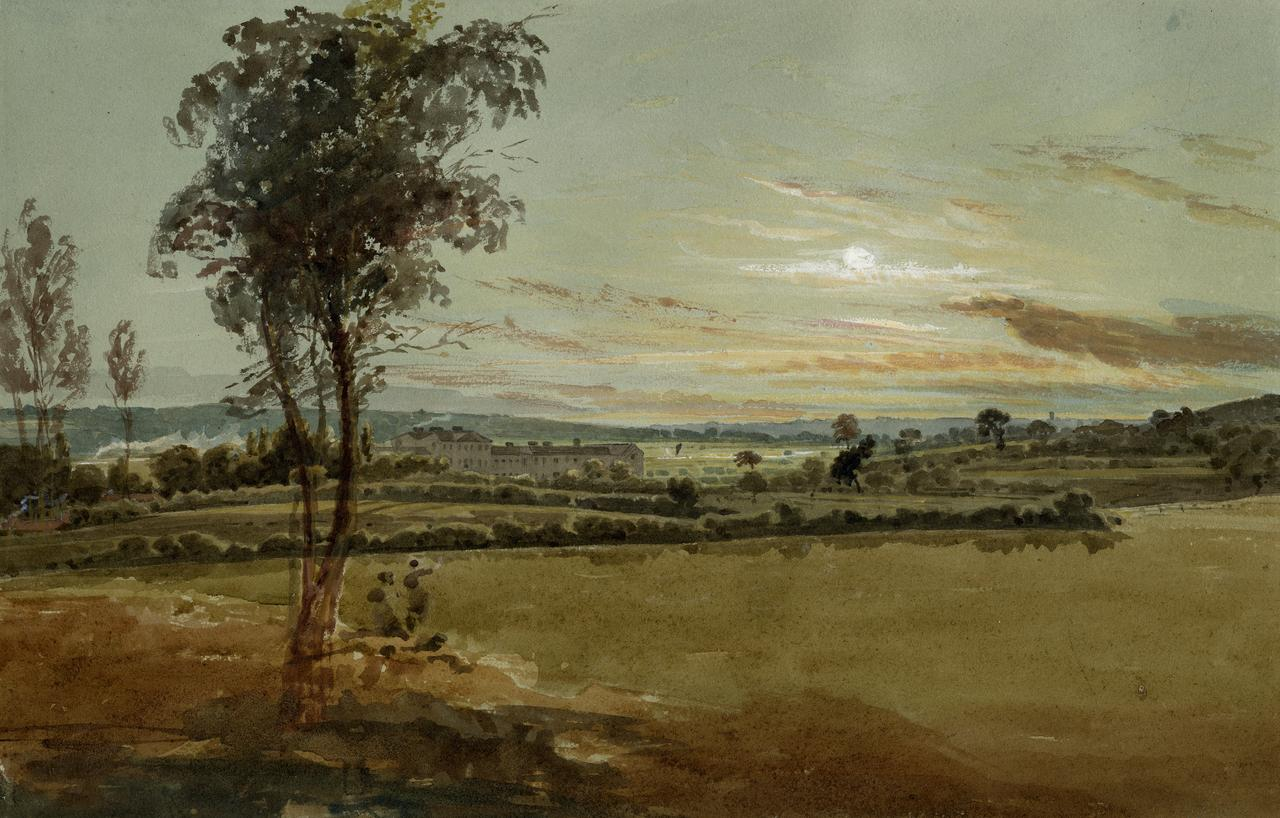
Sunset Landscape with Thorpe Hospital, Norwich (1828), Norfolk Museums Collections; un ejemplo exitoso de la tendencia de Thirtle a utilizar papel tintado.

En 1824 Thirtle estaba aceptando alumnos: Thomas Blofield lo contrató para instruir a su hija Mary Catherine y también enseñó a James Pattison Cockburn. La madre de Thirtle murió en 1823; una herencia de su padre, que murió en 1825, puede haberle dado cierta seguridad financiera por el resto de su vida, ya que 1825 es el primer año en el que se sabe que tiene propiedades de propiedad independiente.
Después de la disolución de la Sociedad de Artistas de Norwich en 1833, sus principales artistas, incluido Thirtle, permanecieron activos. Continuó produciendo marcos de cuadros y pintando escenas de ríos, que recuerdan las obras de Peter De Wint. Sus dibujos y pinturas fueron recopilados por Lound, un prolífico colorista y grabador de agua que poseía 70 de las obras de Thirtle en el momento de su propia muerte en 1861. El grabado de Lound de Devil's Tower - Looking towards Carrow Bridge (1832) creó una interpretación del original de la acuarela original de Thirtle «que transmite perfectamente el equilibrio tonal que Thirtle había establecido».
Thirtle padecía tuberculosis desde hacía muchos años, lo que interfirió en gran medida con la producción de su trabajo, aunque el historiador de arte Derek Clifford ha comentado sobre la forma más fuerte y libremente expresada de estos dibujos posteriores. Thirtle murió de esa enfermedad en Norwich el 30 de septiembre de 1839 y fue enterrado en el cementerio Rosary en Norwich. El cofre de la tumba de Thirtle y su esposa se puede encontrar en la Sección E (Referencia E759 Sq (uare)). Después de su muerte, William Boswell se hizo cargo del negocio de los marcos. En el breve testamento de Thirtle, hecho en 1838 y probado en diciembre de 1839, se describió a sí mismo como tallador y dorador. Dejó la suma de GB £ 2000 (equivalente a GB £ 194 500 en 2019) a su esposa Elizabeth. Ella le sobrevivió por muchos años, murió en 1882 a la edad de 95 años.

## Estilo y técnica

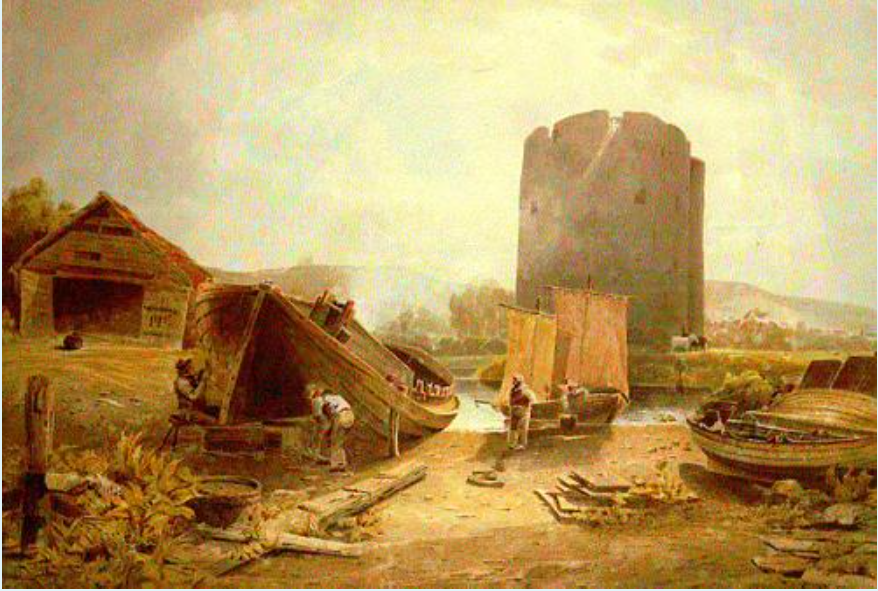
Boat Builder's Yard, near the Cow's Tower, Norwich (1812), Norfolk Museums Collections.

John Thirtle expuso setenta y nueve obras en Norwich, la mayoría de las cuales eran de la zona urbana y rural de esa localidad. Su estilo fue influenciado por el acuarelista inglés Thomas Girtin, así como por otros miembros de la Escuela de Norwich, como Crome y Cotman. Thirtle respondió a Cotman produciendo trabajos que fueron técnicamente realizados. Walpole señala que fueron producidos por "un espíritu muy independiente, que no responde a nadie". El artista Henry Ladbrooke, contemporáneo de Thirtle, escribió: "Como hombre de genio, Cotman era muy superior a Crome y, como colorista, Thirtle los superó a ambos". Las acuarelas de Thirtle se pueden distinguir fácilmente de las de Cotman y sólo ocasionalmente muestran su influencia, como su acuarela sin fecha Old Waterside Cottage, Norwich; por lo general, no usaba el tipo de lavados planos que Cotman usaba regularmente. El gran dibujo terminado The Boatyard, cerca de The Cow Tower, Norwich (1812) es independiente de la influencia de Cotman y tiene más naturalismo, ya que se basa en mayor medida en efectos de luz cuidadosamente observados.
Aunque Thirtle intentó pintar al óleo, es conocido por sus acuarelas. The Times, al anunciar una exposición de obras de miembros menos conocidos de la Norwich School en julio de 1886, lo describió como «un buen retratista y un encantador paisajista en acuarela, sus dibujos están llenos de observación y tratados con libertad, amplitud y delicadeza. que son realmente notables». Superó tanto a Crome como a Cotman como acuarelista de fenómenos al aire libre. Sus primeros paisajes, de 1808 a 1813, fueron pintados principalmente con una gama restringida de buffs, azules y grises pardos, como lo ejemplifica Interior of Binham Abbey (1808), ahora en el Ashmolean Museum, Oxford.

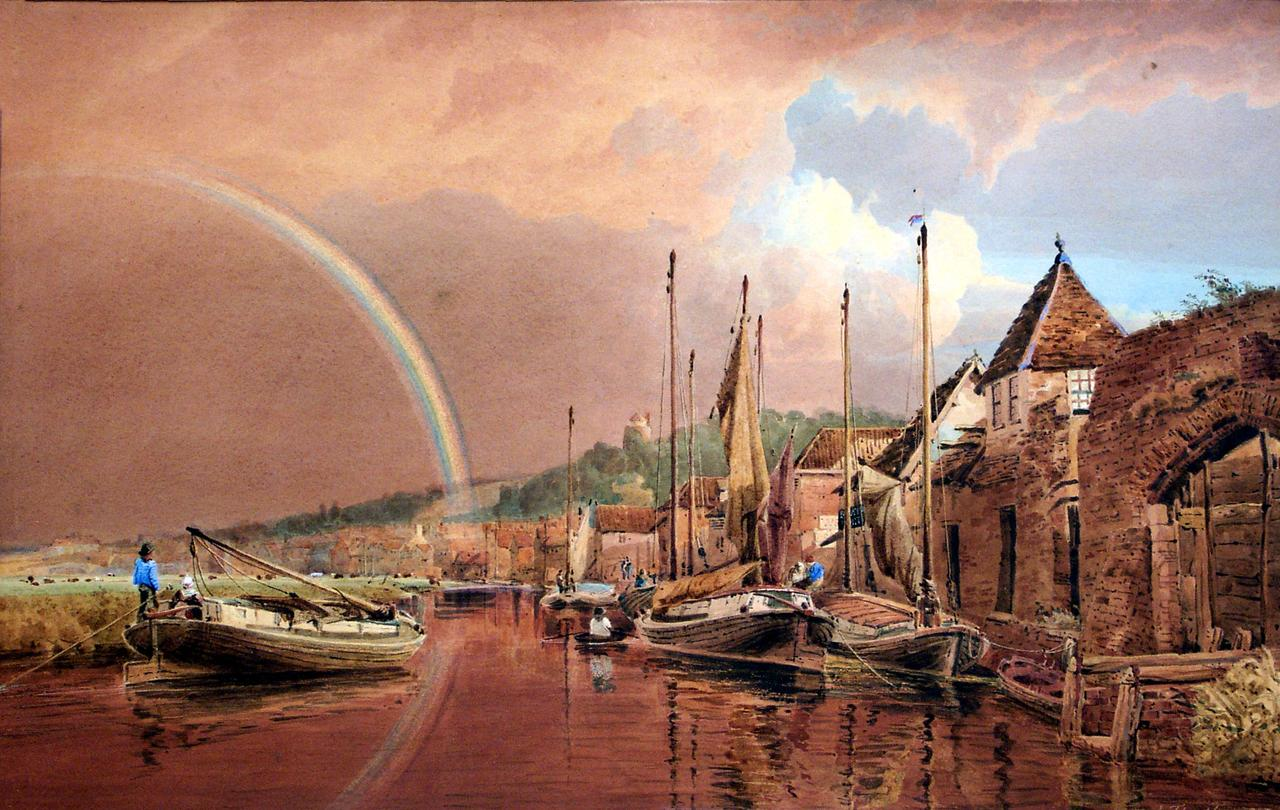
Rainbow Effect on the River, King Street, Norwich (1817), Norfolk Museums Collections.

Con sus pinturas posteriores (realizadas durante el período 1814-1819) alcanzó su punto máximo y, según la historiadora del arte Margorie Allthorpe-Guyton, sus escenas fueron pintadas con «tonalidad plateada límpida y lavados amplios y seguros». Continuó pintando con mayor brillo de color, produciendo obras que incluían formas de bloques angulares. Clifford elogió la capacidad de Thirtle para organizar a sus sujetos armoniosamente de una manera no forzada y sin conciencia, pero señaló que era menos capaz que Crome de «dar la impresión de una parte de la naturaleza no afectada y no seleccionada». Hemingway, quien describe a Thirtle como un artista de acuarela «sobresaliente, aunque variable» para ser clasificado junto a De Wint y Joshua Cristall, describe la capacidad de Thirtle para crear la sensación de espacio como «excepcional». Sus imágenes de paisajes ribereños de Norfolk tienen un rasgo que era peculiar de su estilo: un bote deslizándose sobre el agua desde la izquierda.
El Manuscript Treatise de Thirtle, escrito no antes de 1810, se encuentra ahora en el Museo del Castillo de Norwich. Era más un manual de referencia para su propio uso que un medio para perpetuar sus ideas para el futuro. No se sabe que haya sobrevivido nada escrito por Thirtle que no sea su Tratado. El tratado es un documento importante para los historiadores del arte que proporciona evidencia documental del enfoque de Thirtle a su trabajo como artista. Allthorpe-Guyton lo fecha no antes de 1810, refiriéndose a los pigmentos introducidos a principios del siglo XIX, como el morado y el marrón. Consiste en una colección desorganizada de instrucciones técnicas y observaciones, posiblemente hechas a partir de paráfrasis de obras publicadas como el Nuevo libro de dibujos de Ackermann (1809). La lista de pigmentos de Thirtle es más larga que la de Ackermann y la dada por William Henry Pyne, en su Rudiments of Landscape Drawing (1812). Tanto Pyne como Thirtle describen el uso del índigo y proporcionan esquemas para colorear cielos, edificios y árboles. En el tratado, Thirtle muestra su interés por representar el clima y su oposición a las ideas contemporáneas de la pintura de una manera pintoresca. Contiene lo que Hemingway describe como «matices de una estética clásica», que también se encuentra en la conferencia Painting and Poetry de John Berney Crome.

## Uso de índigo
Thirtle usó un pigmento índigo natural para producir grises finos, obtenido de indigofera tinctoria, una especie de la familia de los frijoles. Es posible que haya usado una forma barata de índigo vendido por un comerciante local en Norwich. Las acuarelas donde se usó el pigmento se han deteriorado porque el pigmento se desvaneció a rojo cuando se expuso a la luz. Esta característica de sus pinturas no se puede aplicar a todas, pero a veces se supone que todas las obras de Thirtle se arruinan permanentemente de esta manera. Del mismo modo, el uso del índigo por otros pintores ha significado que sus obras a veces se atribuyan incorrectamente a Thirtle.
Un ejemplo de tal trabajo es su Escena del río con Wherries y figuras cargados, un lápiz y una acuarela sin fecha, en el que el resplandor rosado del cielo y el mar han sido causados involuntariamente por la desaparición de los colores azul grisáceo originales. Los colores originales producidos por Thirtle todavía se pueden ver alrededor de los bordes de la pintura, donde hubo mucha menos exposición a la luz. Una sección del tratado de Thirtle describe cómo usó el índigo al pintar sus cielos, sin mencionar su efecto de desvanecimiento: 

De vez en cuando puede usar negro en el cielo, hágalo con cuidado o lo hará terroso; el rojo veneciano y el índigo, el rojo predominante, servirán para el primer lavado de sus nubes, ya que parecerá cálido. Deje que su próxima sombra tenga más índigo, haciendo un gris. El tercero, haz el Maddar Purple e Indigo, tendrás un tono fino en las nubes.

## Legado
Thirtle fue elogiado en la prensa local por su trabajo, pero fue criticado por no exhibir sus obras con más regularidad. Durante la segunda mitad del siglo XIX, cayó en la oscuridad, aunque Allthorpe-Guyton atribuye a su falta de éxito para hacerse más conocido fuera de Norwich.
El Norwich Art Circle organizó por primera vez una exposición de las pinturas de Thirtle en 1886. Para celebrar el centenario de su muerte, algunas de sus obras se mostraron en una exposición en el castillo de Norwich en 1939, pero se vio obligada a cerrar debido al inicio de la Segunda Guerra Mundial. Una muestra bienal de pinturas de Thirtle y sus contemporáneos se celebró en el castillo de Norwich en 1977; su tratado sobre pintura a la acuarela se publicó por primera vez en el catálogo de la exposición adjunto.

## Galería

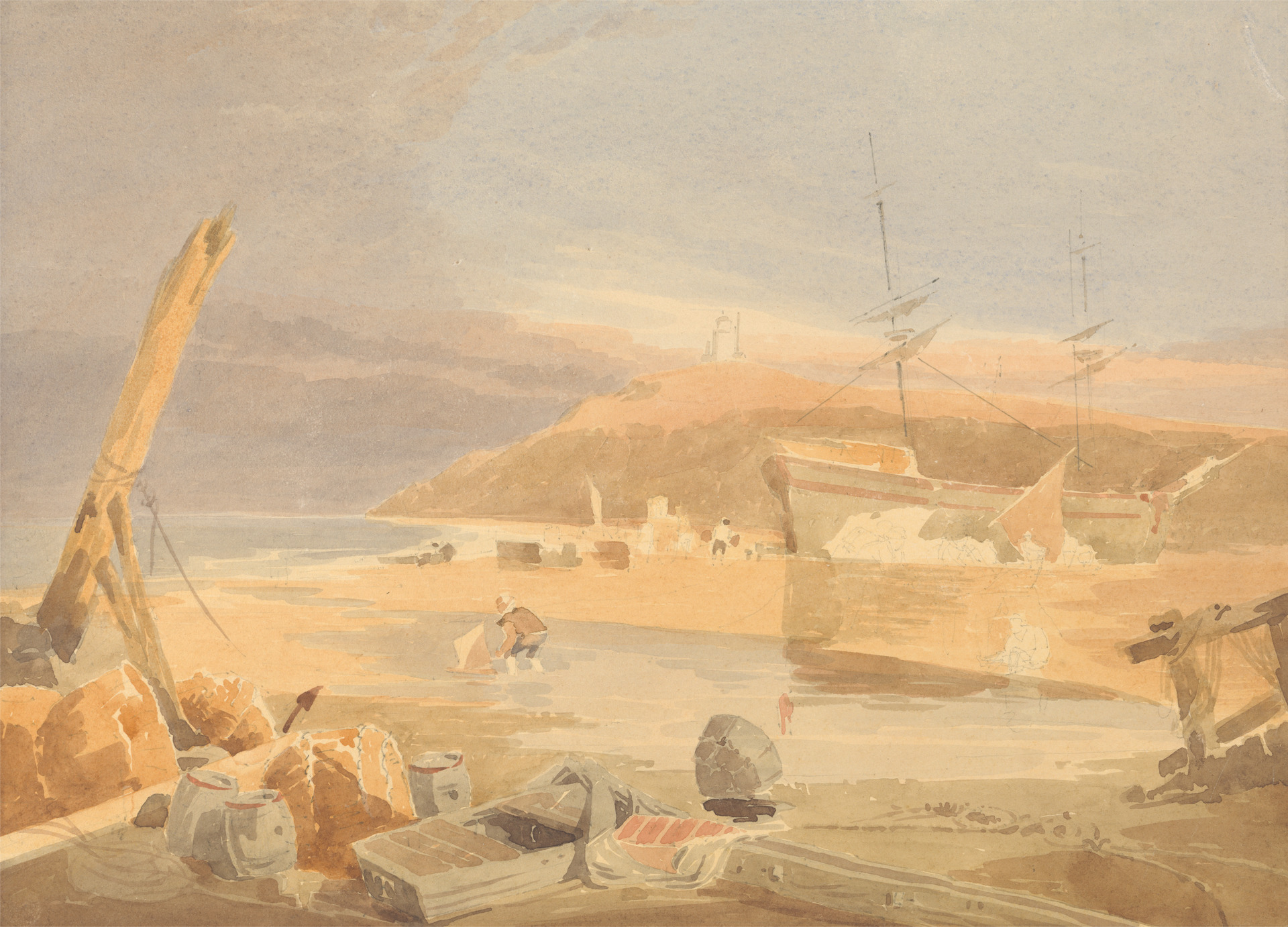
Shore Scene with Sailing Ship at Quay (sin fecha), Centro de Arte Británico de Yale
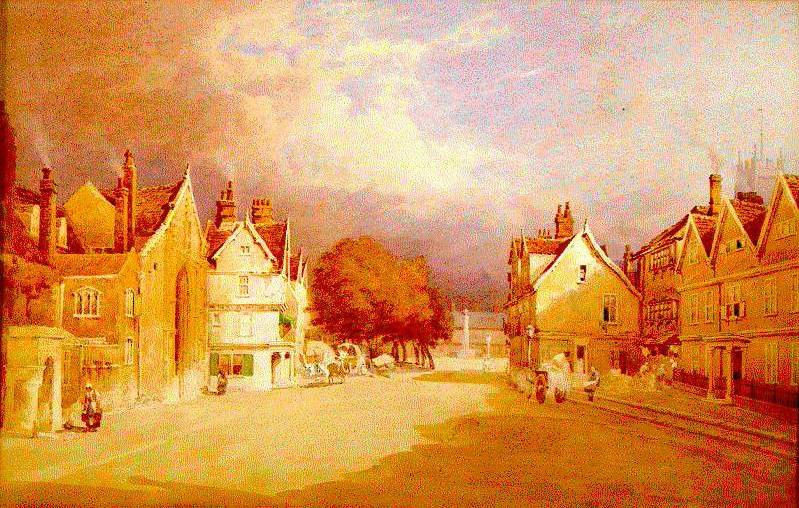
Tombland, Norwich (1830), Norfolk Museums Collections
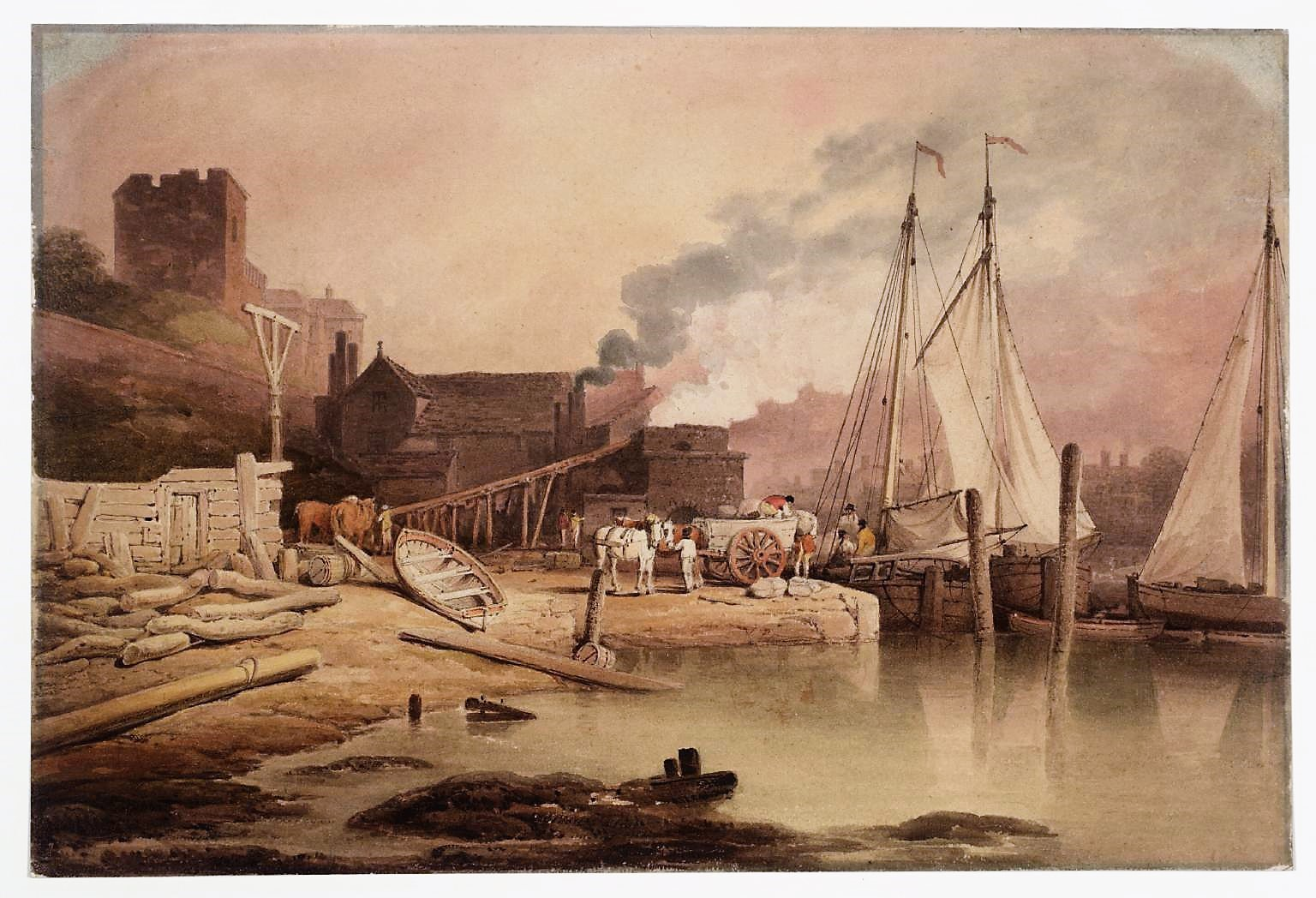
Old Lynn (sin fecha), Tate Britain
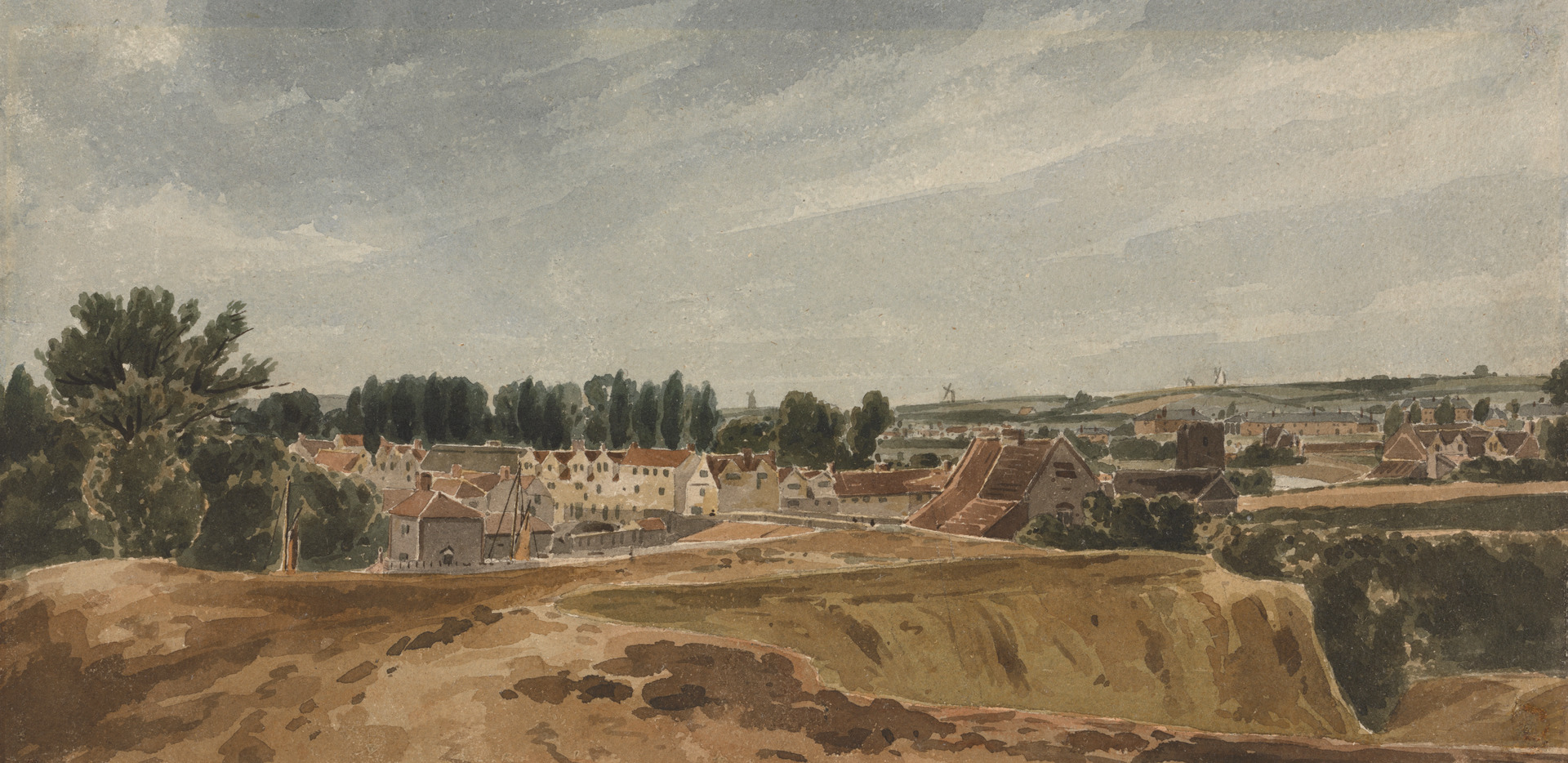
View near Bishopsgate Bridge with Cow Tower, looking towards Mousehold (1816), Centro de Arte Británico de Yale
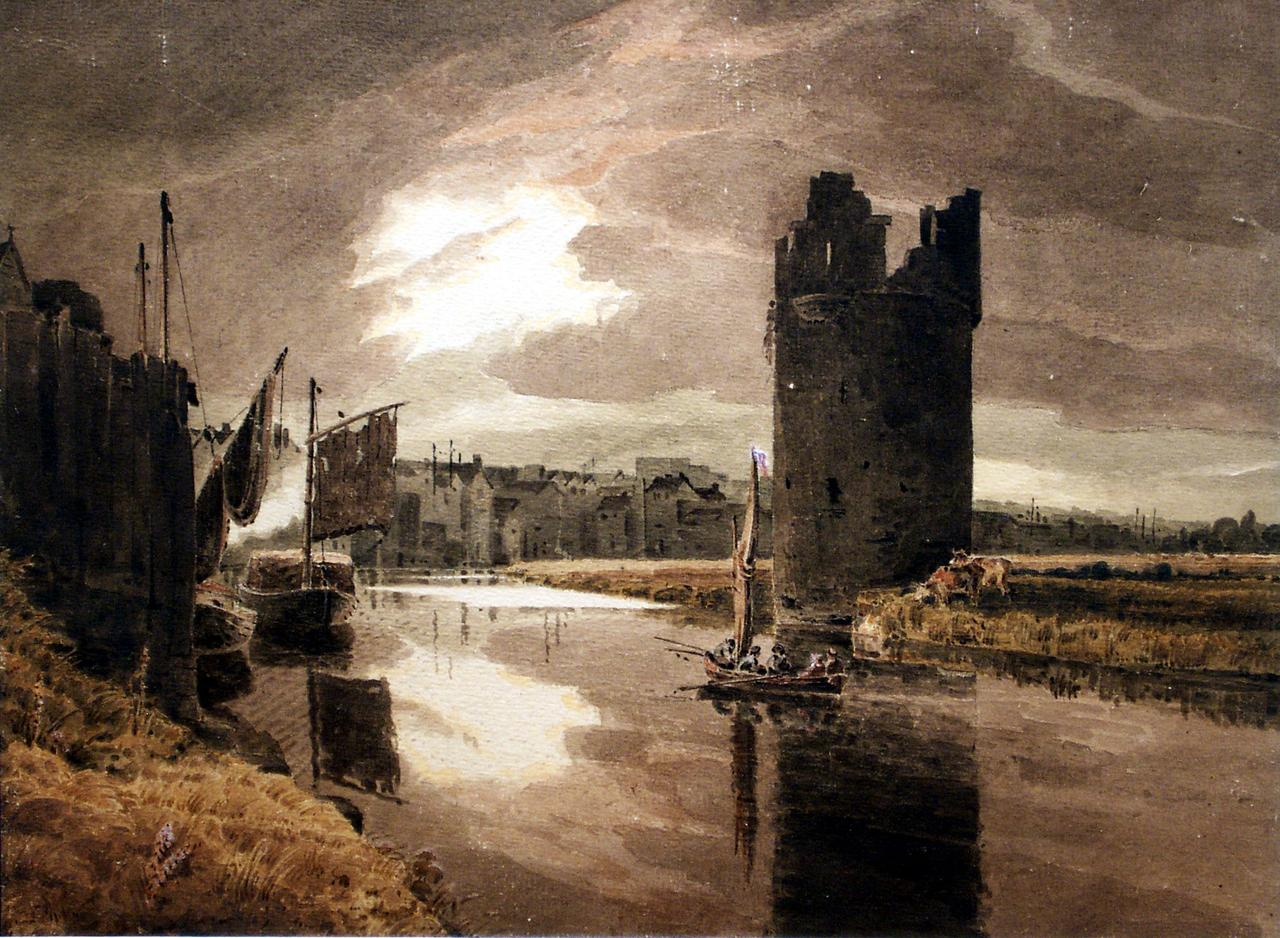
The Devil's Tower near King Street Gates – Evening (sin fecha), Norfolk Museums Collections[notas 8]
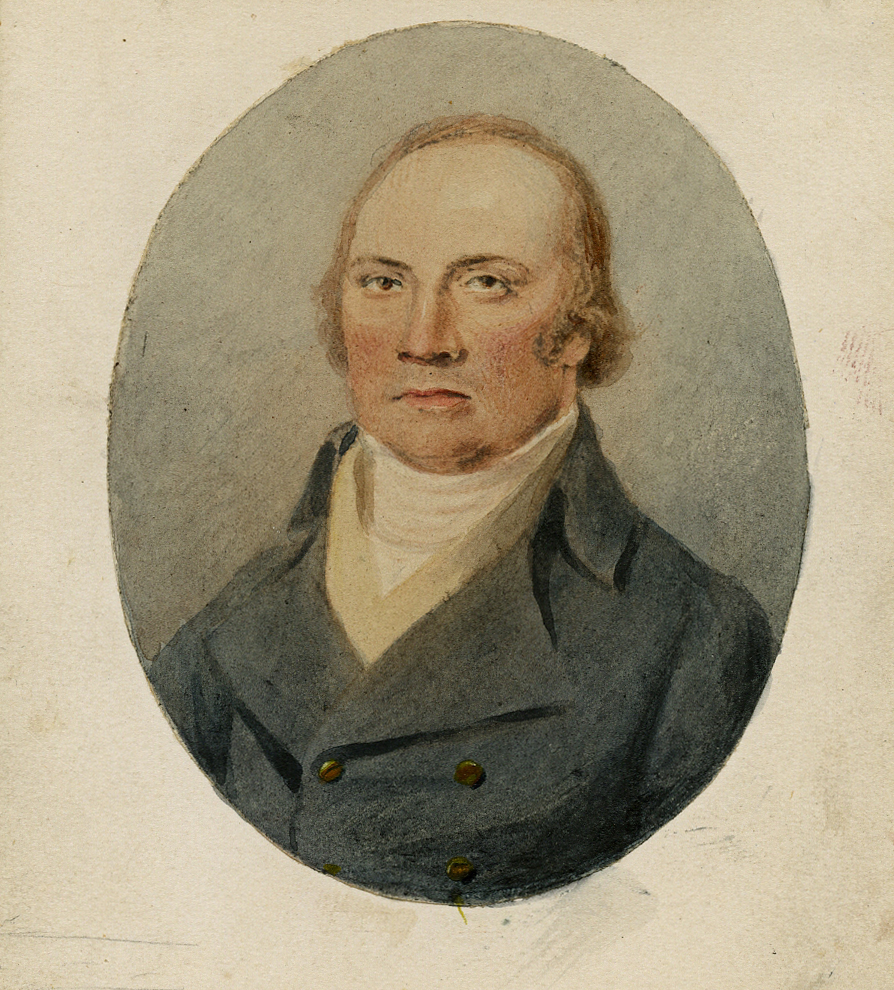
Portrait of James Thirtle (sin atribución ni fecha), Norfolk Museums Collections